# Dachboden der Psychiatrie Mühlhausen
Dachboden der Psychiatrie Mühlhausen este o arie protejată (arie specială de conservare — SAC, sit de importanță comunitară — SCI) din Germania întinsă pe o suprafață de 0,01 ha, integral pe uscat.

## Localizare
Centrul sitului Dachboden der Psychiatrie Mühlhausen este situat la coordonatele 51°12′28″N 10°24′20″E / 51.2078°N 10.4056°E.

## Înființare
Situl Dachboden der Psychiatrie Mühlhausen a fost declarat sit de importanță comunitară în iunie 2004 pentru a proteja 1 specie de animale. Situl a fost protejat și ca arie specială de conservare în iulie 2008.

## Biodiversitate
Situată în ecoregiunea continentală, aria protejată nu include niciun habitat protejat.
La baza desemnării sitului se află o specie protejată de  mamifere: liliacul mic cu potcoavă (Rhinolophus hipposideros)